# (10041) Parkinson
(10041) Parkinson ist ein Asteroid des Hauptgürtels, der am 24. April 1985 von den US-amerikanischen Astronomen Carolyn und Eugene Shoemaker am Palomar-Observatorium (IAU-Code 675) in Kalifornien entdeckt wurde.
Der Asteroid wurde am 21. September 2002 nach dem US-amerikanischen Raumfahrtingenieur, Hochschullehrer, Wirtschaftsmanager und ehemaligen Oberst der US Air Force Bradford W. Parkinson (* 1935) benannt, der als Vater des Global Positioning System (GPS) gilt.